# كاتدرائية سيدة العرب
كاتدرائية سيدة العرب هي كاتدرائية كاثوليكية رومانية في عوالي، البحرين، وتتخذ من سيدة شبه الجزيرة العربية شفيعة لها. وهي بمثابة مقر النائب الرسولي في شمال شبه الجزيرة العربية. تم افتتاحها في 9 ديسمبر 2021 بأمر ملك البحرين حمد بن عيسى آل خليفة، وهي أكبر كنيسة كاثوليكية في شبه الجزيرة العربية.
تقام القداسات بلغات مختلفة بالنظر إلى تعداد المغتربين في البلاد، بحيث يقام في المقام الأول بالإنجليزية وكذلك بالعربية والتاغالوغية والماليالامية والكونكانية.

## التاريخ

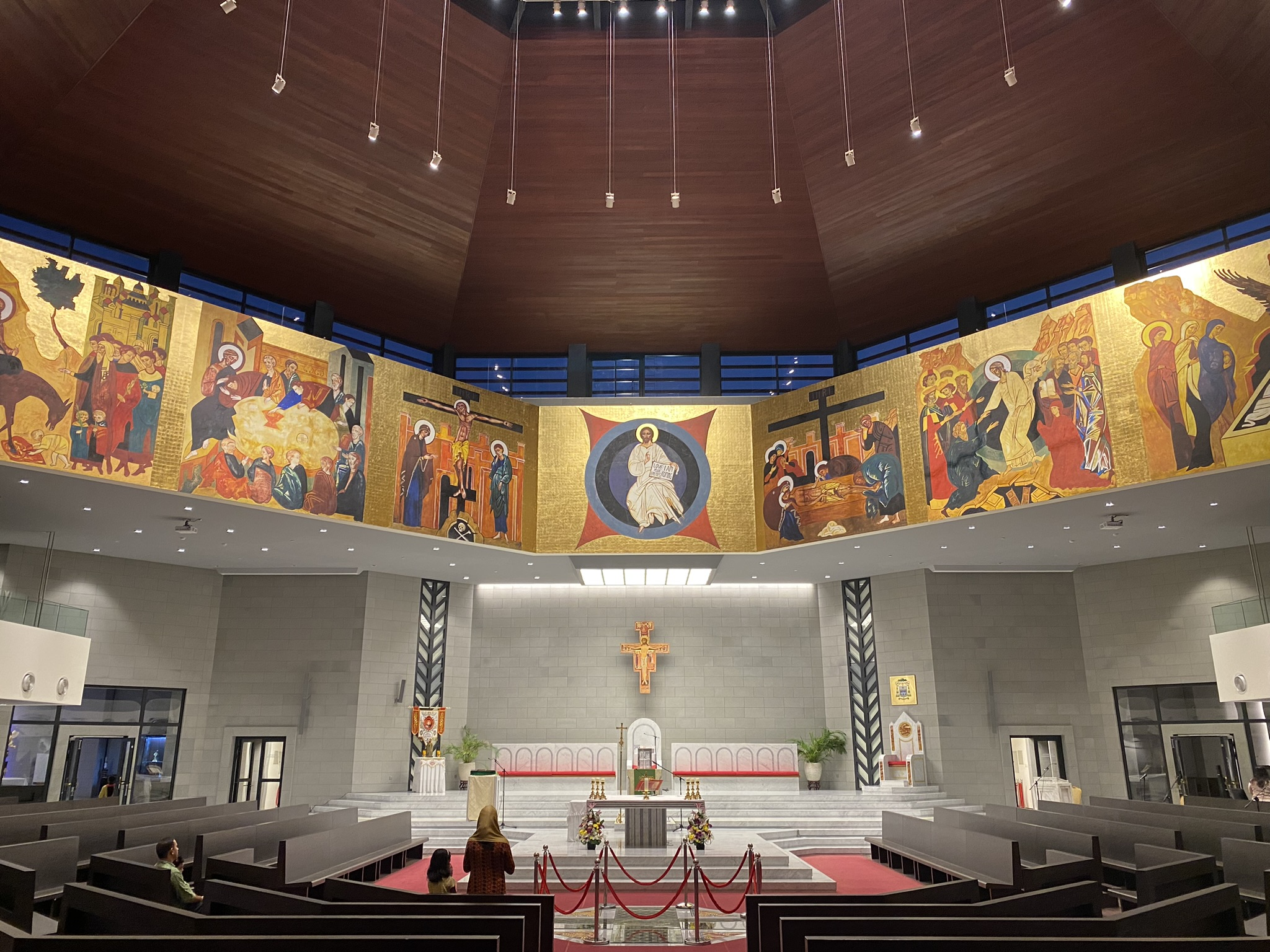
كاتدرائية سيدة العرب من الداخل

في 11 فبراير 2013، تبرع ملك البحرين حمد بن عيسى بن سلمان آل خليفة بأرض مساحتها 9,000 متر مربع (97,000 قدم2) لبناء الكاتدرائية. وفي 19 مايو 2014، التقى الملك حمد بن عيسى بن سلمان آل خليفة بالبابا فرانسيس في القصر الرسولي في الفاتيكان وقدم نموذجًا مصغرًا لأكبر كنيسة سيتم بناؤها في شبه الجزيرة العربية، كرمز لالتزام المملكة بالتسامح والتعايش.
بدأت أعمال البناء في 31 مايو 2014، بعد وضع حجر الأساس الذي تم أخذه من الباب المقدس لكاتدرائية القديس بطرس في الفاتيكان؛ وتم إهداؤه للمؤمنين في شبه الجزيرة العربية كعلامة على الاتحاد العميق مع الكرسي الرسولي. أقيم حفل وضع حجر الأساس في 10 يونيو 2018، بحضور النائب الرسولي كاميلو بالين؛ والسفير البابوي فرانسيسكو مونتيسيليو باديلا؛ ومسؤولين من مملكة البحرين. بعد وفاة المطران بالين في 12 أبريل 2020، أشرف على البناء المطران بول هيندر، الذي عينه البابا فرانسيس مديرًا رسوليًا لشمال شبه الجزيرة العربية.
تم تصميم الكاتدرائية من قبل المصمم والمهندس المعماري الإيطالي ماتيا ديل بريتي وكريستيانو روسبوني على شكل الخيمة، في إشارة إلى خيمة الاجتماع المشكن الذي تجلت فيه حضرة الله للنبي موسى كما هو موصوف في العهد القديم، كما تعبر عن ثقافة وعادات المنطقة. تتسع الكاتدرائية لـ 2300 مقعد، وتحتوي على مصلىين وغرفتين كبيرتين مع حجرات للاعترافات. يحتوي سقف الكاتدرائية على قبة ثمانية الشكل.
في أحد المصليات تظهر شفيعة النيابة الرسولية في شمال شبه الجزيرة العربية، "سيدة شبه الجزيرة العربية" - مريم العذراء جالسة على عرش مع تاج على رأسها، تحمل الطفل يسوع في يدها اليمنى والمسبحة الوردية في يدها اليسرى. أعمال سر التتويج الفنية الموجودة في الكاتدرائية من إبداع الفنان كيكو أرجويلو.

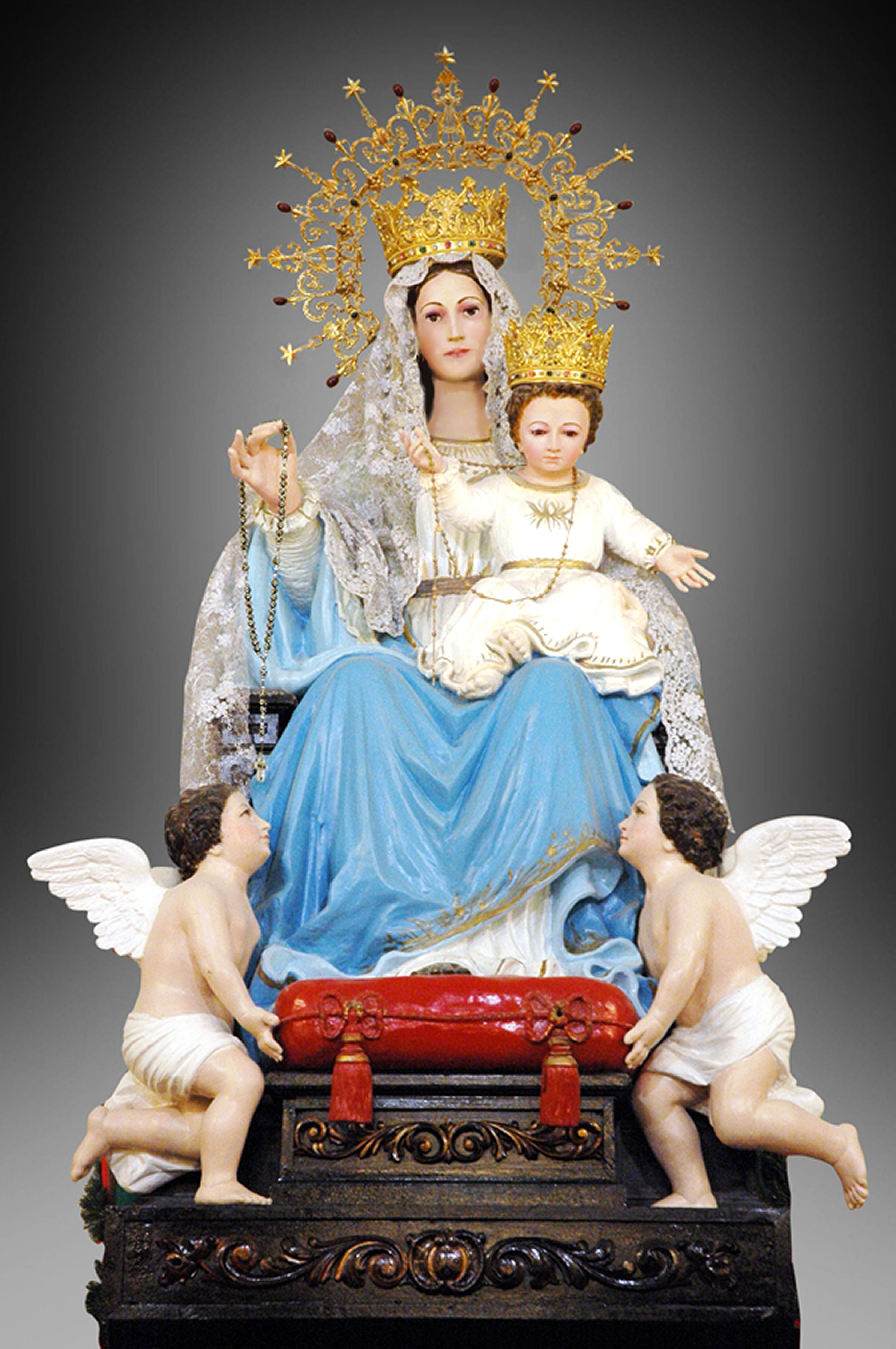
تمثال سيدة العرب

تم افتتاح الكاتدرائية صباح يوم الخميس 9 ديسمبر 2021. وحضر الحفل الشيخ عبدالله بن حمد آل خليفة ممثلا للملك حمد بن عيسى آل خليفة. وكان من بين الحضور أيضا المطران بول هيندر، المدبر الرسولي لشمال الجزيرة العربية، والمطران يوجين نوغينت، السفير البابوي في البحرين والكويت وقطر، والكاردينال لويس أنطونيو تاجلي عميد مجمع تبشير الشعوب . وفي اليوم التالي، 10 ديسمبر 2021، ترأس الكاردينال تاجلي القداس لتكريس مكان العبادة مع المطرانين نوغينت وهيندر.

## الزيارة البابوية
في 4 نوفمبر 2022، قام البابا فرنسيس بزيارة تاريخية إلى الكاتدرائية في البحرين. وخلال زيارته، أعرب البابا عن امتنانه لشعب البحرين على رعايته للمجتمع الكاثوليكي في البلاد، كما تناول قضية الوحدة في التنوع داخل المجتمع المسيحي وأكد على أهمية صلاة التسبيح والعبادة في جمع المسيحيين.
كانت زيارة البابا لكاتدرائية سيدة العرب ذات أهمية لعدة أسباب: كانت هذه هي المرة الأولى التي يزور فيها البابا البحرين، كما كانت الزيارة بمثابة رمز لالتزام الكنيسة الكاثوليكية بالحوار بين الطوائف ورغبتها في تعزيز الوحدة داخل المجتمع المسيحي.

## الخلافات
كان الهدف من البناء المخطط لأكبر كنيسة كاثوليكية رومانية في الخليج هو إظهار تقاليد البحرين في التسامح الديني في منطقة تواجه فيها الكنائس قيودًا كبيرة. ومع ذلك، فقد أصبحت هذه القضية نقطة توتر أخرى في بلد تضم بالفعل مجتمعات إسلامية منقسمة. وقد عارض رجال الدين المتشددون بناء الكنيسة.
وقع أكثر من 70 رجل دين على عريضة تنص على أن بناء الكنائس في شبه الجزيرة العربية محرم. وأمرت الحكومة بنقل رجل الدين البارز الشيخ عادل حسن الحمد من مسجده ردًا على معارضته، لكن احتجاجات أنصاره أجبرت الحكومة على إلغاء الأمر.
قُتل أكثر من 50 شخصًا وأُلقي القبض على مئات الأشخاص خلال ما يقرب من 19 شهرًا من الاضطرابات في البلاد. تخطط الفاتيكان لإنشاء منطقة رسولية جديدة تشمل الكويت والبحرين وقطر والمملكة العربية السعودية. ومن المتوقع أن ينتقل المقر الإداري الجديد من الكويت إلى البحرين.

## ملحوظات
1. ↑  انظر مثالاً على النصوص التوراتية التي تذكر ذلك: سفر الخروج 33:7-11.[12]